# Вогово
Вогово (алб. Vogovë) је насељено место у општини Ђаковица, на Косову и Метохији. Према попису становништва из 2011. у насељу је живело 450 становника.

## Становништво
Према попису из 2011. године, Вогово има следећи етнички састав становништва:
| Националност | 2011.        |
| Албанци      | 450 (100,0%) |
| Укупно       | 450          |

| Демографија | Демографија | Демографија |
| Година      | Становника  | Становника  |
| ----------- | ----------- | ----------- |
| 1948.       | 190         |             |
| 1953.       | 212         |             |
| 1961.       | 250         |             |
| 1971.       | 309         |             |
| 1981.       | 376         |             |
| 1991.       | 399         |             |
| 2011.       | 450         |             |